# Søren Kierkegaard (dokumentarfilm)
|  | Denne artikel er oprettet af botten Steenthbot ud fra en ekstern database. Den kan derfor have sproglige fejl eller mangler. Denne skabelon kan fjernes efter kontrol af indholdet. |

Søren Kierkegaard er en dansk portrætfilm fra 1994 instrueret af Anne Regitze Wivel efter eget manuskript.

## Handling
Den danske filosof og forfatter Søren Kierkegaard (1813-1855), hans liv, tanker og værker, præsenteres i Anne Regitze Wivels meget personlige film, hvor kendere som Paul Müller, Johannes Møllehave, Joakim Garff og Niels Barfoed forelæser, samtaler og diskuterer. Disse mennesker spiller deres roller som den meget vidende, den engagerede, den udadvendt troende, den skeptiske - og de lyttende. Og alle giver de i talekunstens form Søren Kierkegaards tanker nyt liv. Filmen danner en helhed, men kan opdeles i fem afsnit eller temaer, der hver er på cirka en halv time: 1) Den ulykkelige og synspunkter på forfatterskabet 2) Spidsborgeren, barnet og Don Juan 3) Tavshed og æstetik 4) Samfundet og det paradoksale 5) Martyrium og hengivelse.

## Medvirkende
- Paul Müller
- Johannes Møllehave
- Joakim Garff
- Niels Barfoed
- Jørgen Carlsen
- Ole Morsing